# Beigebrynad skogssångare
Beigebrynad skogssångare (Helmitheros vermivorum) är en nordamerikansk fågel i familjen skogssångare inom ordningen tättingar. Den häckar i östra USA och övervintrar i Centralamerika och Västindien.

## Utseende och läten
Beigebrynad skogssångare är en medelstor (11–13 cm) medlem av familjen med relativt kraftig näbb och kort, bred stjärt. Fjäderdräkten är övervägande beigefärgad, med mer olivbrun ovansida. Huvudteckningen är mycket karakteristisk, med svarta ögonstreck och längsgående hjässband som skapar ett beigefärgat ögonbrynsstreck. Sången består av en snabb drill likt tjippsparven, men snabbare och mer insektsliknande. I flykten förs ett kort och vasst "dzt", ofta upprepat två eller tre gånger.

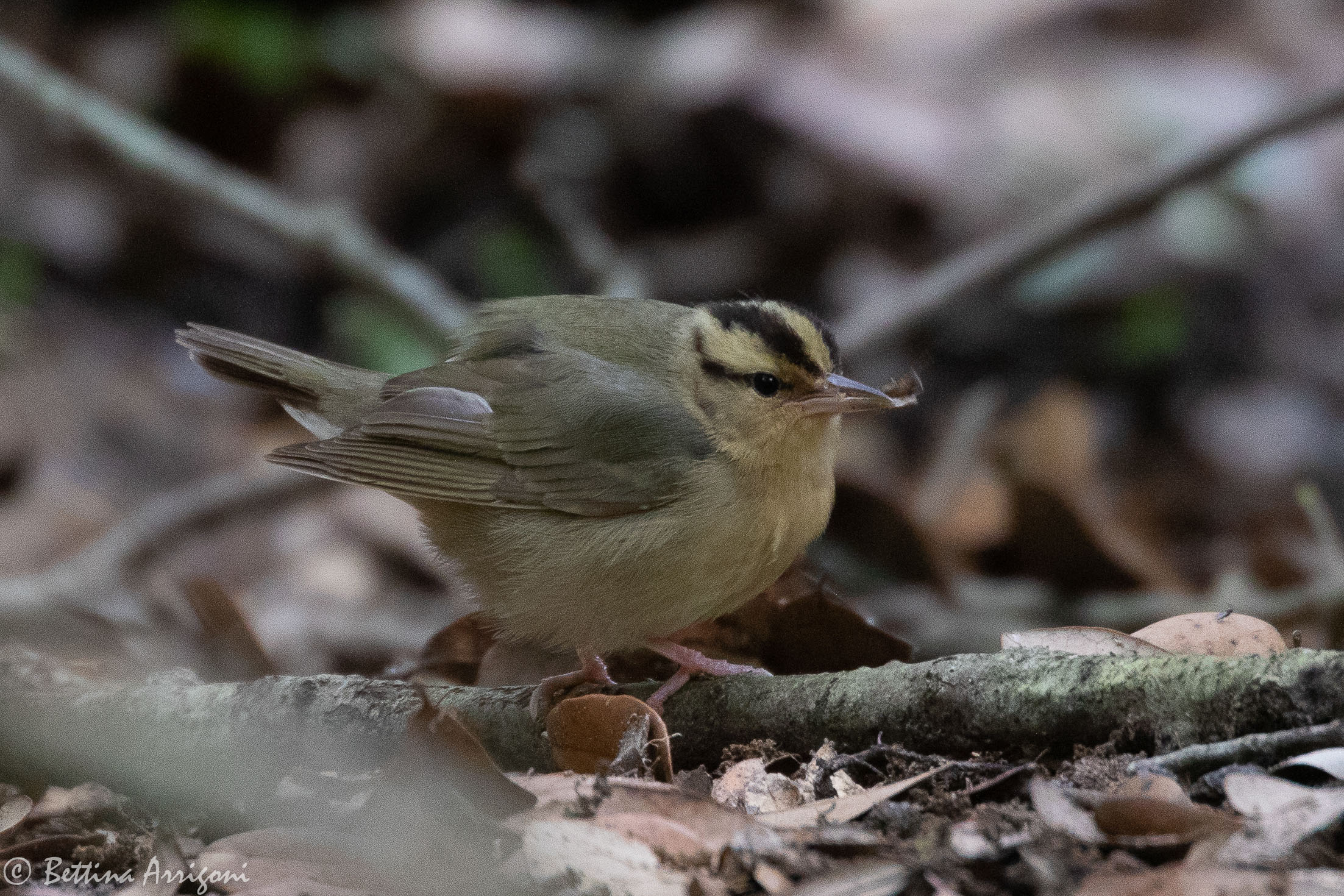

## Utbredning och systematik
Beigebrynad skogssångare häckar i östra USA och övervintrar från sydöstra Mexiko till Panama och Stora Antillerna. Den är genetiskt en säregen skogssångare som är systerart till hela familjen Parulidae utom brandkronad skogssångare. Den placeras som enda art i släktet Helmitheros och behandlas som monotypisk, det vill säga att den inte delas in i några underarter.

## Levnadssätt
Beigebrynad skogssångare häckar i skogklädda sluttningar med tät undervegetation där den letar bland klängväxter och bland torra löv efter insekter och spindlar. Fågeln häckar mellan maj och juli, med äggläggning maj–juni.

## Status och hot
Arten har ett stort utbredningsområde och en stor population, och tros öka i antal. Utifrån dessa kriterier kategoriserar internationella naturvårdsunionen IUCN arten som livskraftig (LC). Beståndet uppskattas till 780 000 vuxna individer.